# 雪国アグリ
雪国アグリ株式会社（ゆきぐにアグリ、英文名称: YUKIGUNI AGURI CO．，LTD．）は、群馬県沼田市にある食品メーカー。（平成20年5月、雪国まいたけとの資本関係を解消）

## 事業内容
- きのこ原材料の卸売。
- 青果物きのこ類の卸売。
- こんにゃく芋の皮を活用した美容材料（セラミド）製造。
- こんにゃくゼリー製造・販売。
- こんにゃく取扱い（生玉、精粉）。
- 柚子果汁製造・販売、柚子皮加工・販売。
- 野菜宅配事業（高原生活）。

## 沿革
- 1994年（平成6年）- 9月、培地主原料の安定供給の確保のため雪国まいたけが子会社「雪国アグリ株式会社」を設立。
- 1996年（平成8年）- 4月、トマトなどの青果物の取扱いを開始。
- 1999年（平成11年）- 8月、現在地に事務所を移転、試験圃場や冷蔵庫を整備。
- 2004年（平成16年）- 研究所を開設、コンニャク芋を乾燥しコンニャク精製粉にする事業も展開。
- 2005年（平成17年）- 6月、農薬分析センターを設立。
- 2006年（平成18年）- 12月、コンニャク粉を応用した商品開発でコンニャクゼリーの販売を開始。
- 2008年（平成20年）- 5月、雪国まいたけ、連結子会社「雪国アグリ株式会社」との資本関係を解消。
- 2010年（平成22年）-　6月、野菜宅配事業、高原生活を立ち上げる。

## 事業所
- 本社
  - 群馬県沼田市久屋原町143-3
- 研究所、農薬分析センター
  - 群馬県沼田市横塚町1254
- 清流工場
  - 群馬県沼田市新町542-3